# Крок секцій кріплення

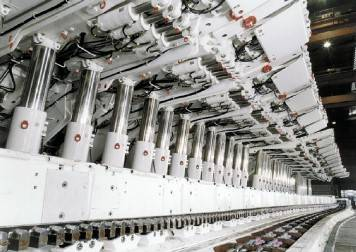
Агрегатне гідравлічне кріплення для лав

Крок се́кцій крі́плення (рос. шаг секций крепи, англ. sections installation spacing, нім. Abstand m des Setzens der Ausbausektionen (Ausbaukomplexe)) — у гірництві — відстань між осями сусідніх секцій (комплексів) гірничого кріплення за довжиною очисної виробки.